# جايستور
جايستور (بالإنجليزية: JSTOR)‏ وتنطق جاي ستور وهي اختصار من (بالإنجليزية: Journal Storage)‏ : مكتبة رقمية تأسست في عام 1995. تحتوي على نسخ رقمية للأعداد السابقة من المجلات الأكاديمية، تشمل أيضا الكتب والمصادر الأولية والإصدارات الحالية من المجلات والدوريات العلمية. وتوفر البحث في النص الكامل لأكثر من 2000 مجلة ودورية. أكثر من 8,000 مؤسسة في أكثر من 160 دولة تستطيع الولوج إلى JSTOR، معظمها عن طريق الاشتراك، عدا بعض من الإصدارات القديمة أو المتاحة للنشر العام فتتاح بشكل مجاني، مثل المجلات الأمريكية التي صدرت قبل عام 1930 والتي تُعتبر ضمن الملكية العامة. وفي 2012 أعلن JSTOR إطلاق برنامج لتوفير محتويات محدودة من المواد القديمة للعلماء والباحثين المسجلين فيه.

## وصلات خارجية
- الموقع الرسمي